# اثاث قبر

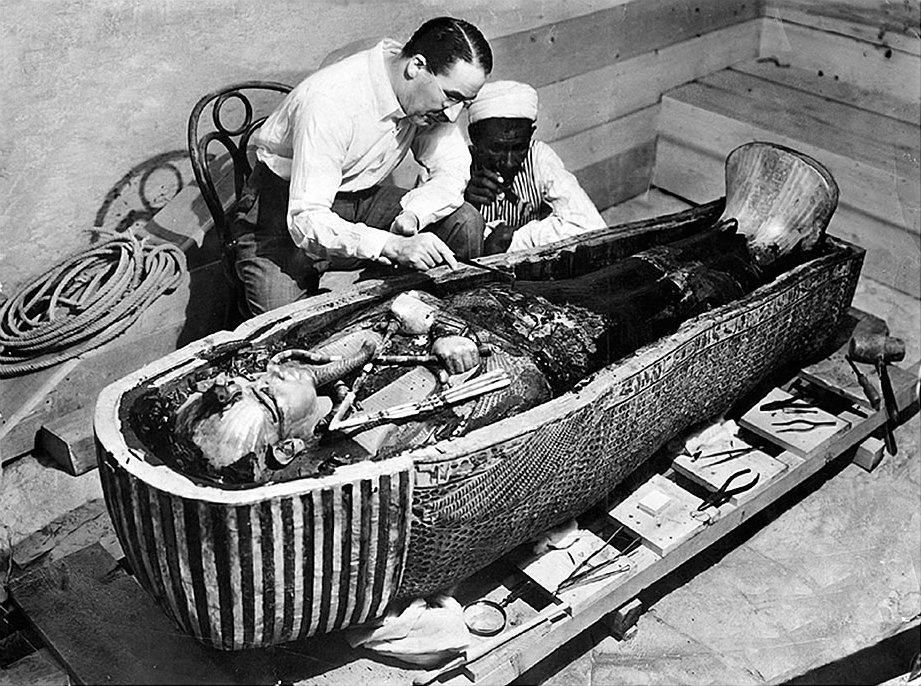
هاوارد کارتر در حال بررسی اثاث قبر و تابوت توت‌عنخ‌آمون.

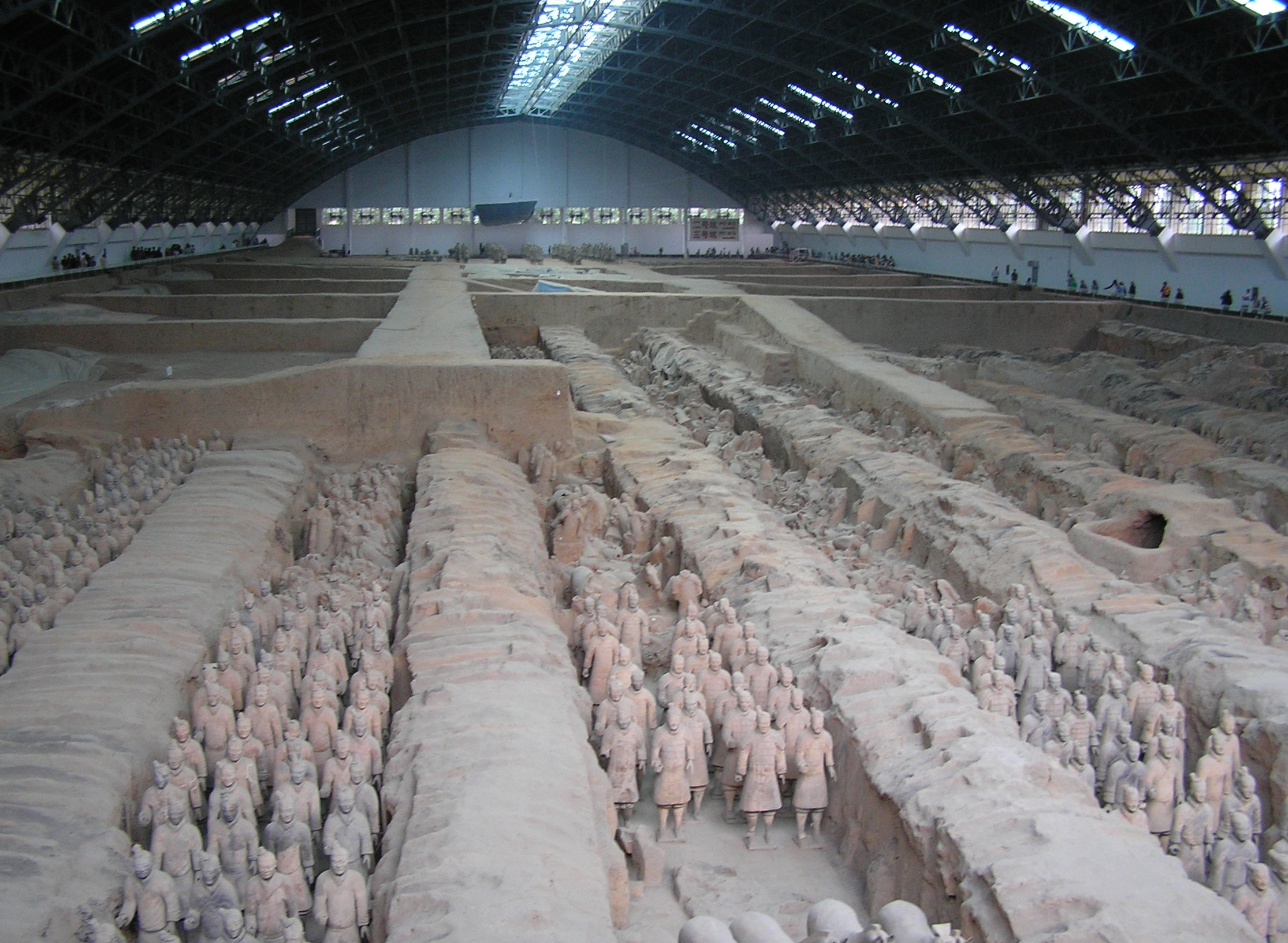
لشکر سفالین چین شی هوانگ، مؤسس دودمان چین. پیکرهٔ سربازان به‌همراه امپراتور چین به خاک سپرده شدند تا برپایهٔ باوری قدیمی، در جهانِ پس از مرگ، نگهبان امپراتور باشند و او را از گزند دشمنانش حفظ کنند.

اثاث قبر یا گورتوشه یا گوربُرده‌ها یا اشیاء تدفینی، اشیاء و وسایلی است که در برخی فرهنگ‌ها و تمدن‌ها، برای استفاده مردگان در سفر به دنیای بعد از مرگ یا برای پیشکش به خدایان یا برای محافظت در جهانِ پس از مرگ، در داخل قبر، قرار داده شده و به همراه مردگان، دفن می‌شدند.